# Canon Open
Het Canon Open (キヤノンオープン,Kyanon ōpun) was een golftoernooi van de Japan Golf Tour (2008- 2012). Het toernooi werd altijd op de Totsuka Country Club in Yokohama  gespeeld.

## Winnaars
| Jaar | Data  | Data  | Winnaar         | Score | Score | Prijzengeld | 1ste prijs |
| ---- | ----- | ----- | --------------- | ----- | ----- | ----------- | ---------- |
| 2008 | 09-10 | 12-10 | Makoto Inoue    | 275   | –13   | 200.000.000 | 40.000.000 |
| 2009 | 08-10 | 11-10 | Yuta Ikeda      | 200   | –16   | 150.000.000 | 30.000.000 |
| 2010 | 07–10 | 10-10 | Shinichi Yokota | 274   | –14   | 150.000.000 | 30.000.000 |
| 2011 | 06-10 | 09-10 | Kenichi Kuboya  | 274   | –14   | 150.000.000 | 30.000.000 |
| 2012 | 04-10 | 07-10 | Yuta Ikeda      | 271   | –17   | 150.000.000 | 30.000.000 |

Het prijzengeld is vermeld in Japanse Yen.